# La Cinquième Saison (roman)
Pour les articles homonymes, voir La Cinquième Saison.
La Cinquième Saison (titre original : The Fifth Season) est un roman de science-fiction et de fantasy écrit par N. K. Jemisin, paru en 2015 puis traduit en français et publié en 2017. L'ouvrage a obtenu le prix Hugo du meilleur roman 2016 et le prix Planète SF des Blogueurs 2018.
La Cinquième Saison se déroule sur une planète ne possédant qu'un seul supercontinent appelé le Fixe. Après quelques siècles d'accalmie, les habitants de la planète subissent ce qu'ils appellent la « cinquième saison ». Cette saison correspond aux conséquences de cataclysmes environnementaux, séismes, volcanisme et tsunamis qui engendrent un hiver associé à une interminable nuit sur la planète.

## Éditions
- The Fifth Season, Orbit, 4 août 2015, 465 p.  (ISBN 978-0-316-22929-6)
- La Cinquième Saison, J'ai lu, coll. « Nouveaux Millénaires », 6 septembre 2017, trad. Michelle Charrier, 480 p.  (ISBN 978-2-290-14423-7)
- La Cinquième Saison, J'ai lu, coll. « Science-fiction » no 12712, 28 août 2019, trad. Michelle Charrier, 544 p.  (ISBN 978-2-290-17284-1)

## Adaptations
Une adaptation du cycle romanesque de la Terre fracturée pour la télévision a été annoncée en 2017 par la Turner Network Television. 
Une adaptation du cycle en jeu de rôle sur table est en projet chez l'éditeur américain Green Ronin depuis août 2019.

## Résumé

### Prologue
Dans un prologue, un orogène extraordinairement puissant discute du triste état du monde et déplore l'oppression de sa race. Il utilise ensuite son énorme pouvoir pour fracturer le continent entier sur toute sa longueur, menaçant de provoquer la pire Cinquième Saison de l'histoire. L'histoire suit ensuite trois orogènes féminines à travers l'immobilité, à des époques différentes : Essun, Damaya et Syénite .

### Essun
Essun est une femme d'âge moyen, mère de deux jeunes enfants, qui vit dans une petite commune du sud du pays, Tirimo. En secret, elle est une orogène, un humain ayant la capacité de manipuler la terre et la pierre en absorbant ou en redirigeant la chaleur et l'énergie d'ailleurs. Ses enfants ont également des capacités orogènes, qui se manifestent souvent de manière inconsciente, ce qui oblige Essun à travailler constamment pour éviter qu'ils soient découverts. Un jour, elle arrive chez elle et découvre que son jeune fils a été battu à mort par son mari après avoir révélé par inadvertance ses capacités orogéniques. Son mari a pris leur fille et a quitté la ville. Engourdie par le chagrin et la rage, elle déplace instinctivement l'énorme tremblement de terre des événements du prologue, qui vient d'arriver du nord, autour de la comm. Cela permet d'éviter une destruction complète, mais alerte les habitants de la ville de la présence d'un orogène.
En raison de l'important tremblement de terre et des signes inquiétants venant du Nord, les habitants sont conscients de l'imminence de la Cinquième Saison. Lorsque Essun tente de quitter le village, elle est démasquée comme orogène et une foule en colère tente de la tuer. Dans un accès de rage, elle tue de nombreux habitants en faisant sortir la chaleur de leur corps, les congelant ainsi, détruisant accidentellement la seule réserve d'eau du village. Elle s'enfuit, avec l'intention de suivre son mari et de récupérer sa fille.
Peu après avoir quitté la station, elle rencontre Hoa, un étrange garçon à la peau et aux cheveux blancs comme la glace, qui commence à la suivre. Il ne semble pas être humain et mange des pierres pour se nourrir. Elle le soupçonne d'être un mangeur de pierre, une race étrange de statues vivantes qui peuvent se déplacer dans la roche solide, mais elle n'en a jamais vu se déplacer au-dessus du sol auparavant. Plus tard, elle rencontre Tonkee, une personne moins commode et curieuse. Ensemble, ils voyagent vers le sud, rencontrant l'immense dévastation causée par le séisme au nord. Ils finissent par arriver à un comm caché appelé Castrima, construit dans une énorme géode souterraine.

### Damaya
Damaya est une jeune fille d'un comm du nord, dont les parents ont récemment découvert qu'elle était une orogène. Ne pouvant se résoudre à la tuer, ils invoquent Schaffa, un Gardien, pour la recueillir. Les Gardiens sont un ancien ordre d'humains dotés de capacités surnaturelles dont la seule tâche est de gérer et de contrôler les orogènes. Ils contrôlent le Fulcrum, une organisation qui forme les orogènes à utiliser leurs capacités de manière contrôlée ; néanmoins, les orogènes restent une sous-classe détestée et crainte, sans droits propres.
Alors qu’ils se rendent tous les deux de la maison de Damaya au Fulcrum, Schaffa commence la formation dont Damaya aura besoin pour devenir un orogène qualifié. Lors de sa première leçon, Schaffa brise la main de Damaya, la mettant au défi de contrôler ses pouvoirs même en cas de grande douleur. Son travail, lui dit-il, consiste à protéger le monde contre elle. Lorsqu'elle réussit son test, ils poursuivent leur voyage.
Damaya apprend rapidement et progresse dans les rangs des jeunes orogènes, apprenant à contrôler ses pouvoirs. Une nuit, la jeune fille d'une famille riche et politiquement connectée se faufile dans l'enceinte, curieuse de découvrir l'intérieur du plus grand bâtiment. Damaya l'aide à contrecœur à entrer, où ils trouvent une énorme fosse à facettes, bordée d'éclats de fer tranchants. Damaya est découverte et l'un des Gardiens tente de la tuer, mais Schaffa intervient et épargne la vie de Damaya. Il lui dit également qu'elle devra immédiatement passer son premier test d'anneau - un test qui n'est normalement pas donné aux orogènes avant qu'ils n'aient reçu un entraînement beaucoup plus poussé. En lui demandant cela, Schaffa lui donne une chance de se sauver. Elle a peut-être enfreint les règles du Fulcrum, mais si elle peut prouver qu'elle peut contrôler ses pouvoirs et devenir un orogène utile, les Gardiens la laisseront vivre. Damaya passe le test, est officiellement intronisée dans le Fulcrum et peut choisir son nouveau nom.

### Syénite
Syénite , une étoile montante des orogènes du Fulcrum, est associée de force à Albâtre, l'orogène vivant le plus puissant, afin de concevoir un enfant avec lui lors d'un voyage d'affaires à la campagne. Bien qu'ils se détestent, ils n'ont pas le choix. Alors qu'ils se rendent à leur destination, Albâtre fait fréquemment allusion à des connaissances cachées sur les obélisques, d'étranges cristaux de la taille d'un immeuble qui dérivent parmi les nuages. La plupart des gens pensent qu'il s'agit des vestiges inertes d'une civilisation disparue depuis longtemps.
En cours de route, Albâtre lui montre l'une des stations nodales que le Fulcrum a positionnées autour de l'immobilité. Officiellement, chacune d'entre elles contient un orogène dont la mission est d'étouffer en permanence les petits tremblements de terre qui pourraient mettre en danger le grand continent, et on suppose que c'est un travail ennuyeux. Albâtre révèle la réalité, à savoir que les orogènes des nœuds ont tous été mutilés et lobotomisés dès leur plus jeune âge, pour leur permettre d'étouffer les tremblements de terre par instinct, mais en les soumettant à une agonie et une souffrance constantes. Albâtre révèle que le garçon dans ce nœud est l'un de ses rejetons. Que beaucoup d'orogènes dans les nœuds sont les siens, tous dotés de la même force que lui, et pourtant il n'y en a presque pas d'autres de son niveau dans le Fulcrum. Syénite est horrifiée par cette découverte.
Ils arrivent tous les deux à leur destination, une ville côtière qui perd des affaires à cause d'un grand récif bloquant le port ; leur tâche est de déplacer le récif. Cette tâche est bien en deçà des capacités d'Albâtre, mais peu après leur arrivée, il survit de justesse à une tentative d'assassinat, obligeant Syénite  à essayer de dégager le port seule. À sa grande surprise, elle découvre que le blocage est en fait un obélisque couché sur le côté sous l'eau, qui réagit à sa présence et sort de l'eau. Alarmé par cette interaction entre l'orogène et l'obélisque, le Fulcrum envoie un Gardien pour les tuer tous les deux. Le Gardien réussit à neutraliser Albâtre, et est sur le point de tuer Syénite  quand celle-ci tend instinctivement la main vers l'obélisque avec son pouvoir. L'obélisque détruit complètement la ville et Syénite  s'évanouit.
Syénite  se réveille beaucoup plus tard sur une île peuplée au large de la côte, après avoir été sauvée avec Albâtre par un mangeur de pierre appelé Antimoine. Le chef de l'île est Innon, un exemple très rare d'un orogène non formé vivant ouvertement dans la société. Syénite  et Albâtre y sont acceptés, et tous deux finissent par entamer une relation polyamoureuse avec Innon. Syénite  conçoit un enfant avec Albâtre, et l'élève en paix sur l'île pendant quelques années.
Cependant, ils sont finalement découverts par le Fulcrum, qui envoie plusieurs vaisseaux avec des Gardiens pour les récupérer. Albâtre est enlevé par des mangeurs de pierre avant qu'il ne puisse monter une défense efficace. Innon est tué devant Syénite  par l'un des Gardiens, et Schaffa s'approche pour lui prendre son enfant. Elle étouffe son enfant plutôt que de le laisser souffrir dans le Fulcrum ou d'être lobotomisé pour les stations nodales. Dans son chagrin et sa colère, elle tire de l'énergie d'un obélisque proche, détruisant le vaisseau et tuant la plupart des Gardiens présents ainsi que de nombreux insulaires en fuite.

### Essun
En atteignant Castrima, Essun se rend compte qu'une vieille connaissance l'attendait : Albâtre. C'est là qu'il est révélé que Damaya, Syénite et Essun sont toutes les trois la même femme à différents moments de sa vie ; Syénite  (l'aînée de Damaya) et Albâtre ont survécu à l'attaque de l'île, et elle s'est cachée sous le nom d'Essun pour essayer de commencer une nouvelle vie tandis qu'Albâtre a vécu dans un isolement forcé parmi les mangeurs de pierre. Essun s'aperçoit que c'est Albâtre qui a fendu le continent en deux, déclenchant la Cinquième Saison actuelle et condamnant probablement la civilisation par la même occasion. Il déclare que c'était nécessaire pour accomplir son plan visant à mettre fin à la Cinquième Saisons, et conclut par : "Avez-vous déjà entendu parler d'une chose appelée lune ?"